# Trigonal plan molekylær geometri
I kemi er trigonal plan molekylær geometri en konfiguration for et molekyle med ét atom i midten og tre atomer placeret i hjørnerne af en ligesidet trekant omkring midten af et fladt plan. I et ideelt trigonalt plan er alle tre ligander identiske og alle bindingsvinkler 120°. 
Molekyler, hvor de tre ligander ikke er indentiske, som H2CO, afviger fra den idealsiserede geometri. Eksempler på molekyler med trional plan geometri inkluderer bortrifluorid (BF3), formaldehyd (H2CO), fosgen (COCl2) og svovltrioxid (SO3). Nogle ioner har også trigonal plan geometri, disse inkluderer nitrat (NO3−), carbonat (CO2−3), og guanidinium (C(NH2)+3).
I organisk kemi bliver carbon med plan trigonal geometri med ofte beskrvet som være sp2 hybridiseret.
Nitrogen inversion er ændringen af pyramidale aminer via en overgangstilstand der er trigonal plan.